# ديفيد لورانس جونيور
ديفيد لورانس جونيور (بالإنجليزية: David Lawrence Jr.)‏ هو محرر أمريكي، ولد في 5 مارس 1942 في نيويورك في الولايات المتحدة.